# Cosmarium pericymatium
Cosmarium pericymatium  là một loài Song tinh tảo trong họ Desmidiaceae, thuộc chi Cosmarium.